# Innocenzo Ferrieri
Innocenzo Ferrieri (né le 14 septembre 1810 à Fano, dans l'actuelle province de Pesaro et Urbino, dans les Marches, alors dans les États pontificaux et mort le 13 janvier 1887 à Rome) est un cardinal italien du XIXe siècle.

## Biographie
Innocenzo Ferrieri exerce diverses fonctions au sein de la Curie romaine, notamment au secrétariat de la Congrégation extraordinaire des affaires ecclésiastiques. Il est nommé archevêque titulaire de Sidé (de) et envoyé comme nonce apostolique en Belgique (en) (1848-1850), dans le royaume des Deux-Siciles (en) (1850-1856) et au Portugal (en) (1858-1868).
Le pape Pie IX le crée cardinal lors du consistoire du 13 mars 1868. 
Le cardinal Ferrieri participe au concile de Vatican I en 1869-1870. Il est préfet de la Congrégation des indulgences et des Saintes Reliques, pro-préfet et préfet de la Congrégation pour les évêques et de la Congrégation de la discipline des réguliers. Il est camerlingue du Sacré Collège en 1877-1879.
Innocenzo Ferrieri participe au conclave de 1878, lors duquel Léon XIII est élu pape.

## Succession apostolique
Innocenzo Ferrieri a ordonné les évêques suivants :
- Évêque João de França Castro e Moura (pt), C.M. (1862)
- Évêque José Lino de Oliveira (pt) (1864)
- Évêque José Luís Alves Feijó (pt), O.SS.T. (1865)